# José Huerta
José Modesto Huerta Torres (Huancarqui, Arequipa; 15 de junio de 1948-Santa María de Nieva, Amazonas; 24 de junio de 2019) fue un militar peruano. Fue Ministro de Defensa del Perú durante el Gobierno de Martín Vizcarra desde el 2 de abril de 2018 hasta el 24 de junio de 2019.

## Primeros años

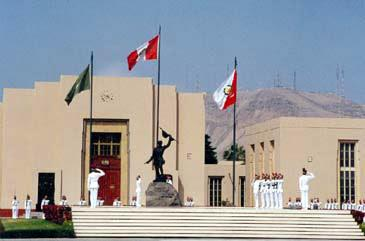
Patio de Honor de la Escuela Militar de Chorrillos en donde Huerta destacó entre sus compañeros.

Era egresado de la Escuela Militar de Chorrillos, donde ocupó el primer puesto en el arma de Artillería.
Realizó estudios de Artillería Antiaérea en la Unión de Repúblicas Socialistas Soviéticas y participó en cursos de Comando y Estado Mayor, Superior de Inteligencia, Desarrollo y Defensa Nacional en el Centro de Altos Estudios Nacionales (CAEN).
Era máster en Defensa y Desarrollo Nacional en el CAEN y Planificación y Administración de Recursos para la Defensa, en la Universidad de Defensa Nacional en Washington D. C.
Fue profesor invitado en la Escuela de las Américas, en Fort Benning, Georgia, (1988-1989).
Fue edecán del presidente de la República del Perú (1984-1985).

## Vida privada
Estuvo casado con Ana María Risco Pinto, con quien tuvo tres hijos: José Julio, Sandra Vanessa y Christian Fernando; administrador de empresas, comunicadora y chef, cada uno respectivamente.

## Carrera militar
En su carrera militar se ha desarrollado como Jefe de Estado Mayor del “Frente Huallaga” (1993), Jefe del Agrupamiento de Artillería “Bolognesi” (1994), comandante General de la 31.ª Brigada de Infantería - Zona de Emergencia - VRAEM (1996-1997), director de la Escuela Superior de Guerra del Ejército (1998), comandante general de la Región Militar del Centro (2000) e inspector general del Ejército (2001-2002).
Pasó al retiro en setiembre de 2000 y en el Gobierno de Valentín Paniagua fue reincorporado al Ejército (diciembre de 2000).
Fue Inspector general del ejército de 2001 a 2002.
En el ámbito internacional ha sido agregado militar a la Embajada del Perú en Venezuela (1995), en la Embajada del Perú en Estados Unidos (2003) y ha presidido delegaciones del Ejército en encuentros con sus similares de Argentina, Bolivia, Brasil, Colombia, Chile y Ecuador.
En su retiro fue representante del Ministerio de Defensa para la coordinación de la problemática de Haití, en Argentina y Perú y en seminarios para el establecimiento de Medidas de Confianza Mutua entre Perú y Chile.
Entre 2004 y 2005 fue director general de Política y Estrategia del Ministerio de Defensa.
Entre 2011 y 2012, fue director ejecutivo del Consejo de Defensa Suramericano (CDS), órgano de la Unión de las Naciones Suramericanas (UNASUR) adscrito al Ministerio de Defensa.
En agosto de 2016 fue nombrado como inspector general del Ministerio de Defensa; cargo que desempeñó hasta enero de 2018, cuando fue designado como viceministro de Políticas para la Defensa.

### Ministro de Defensa (2018-2019)

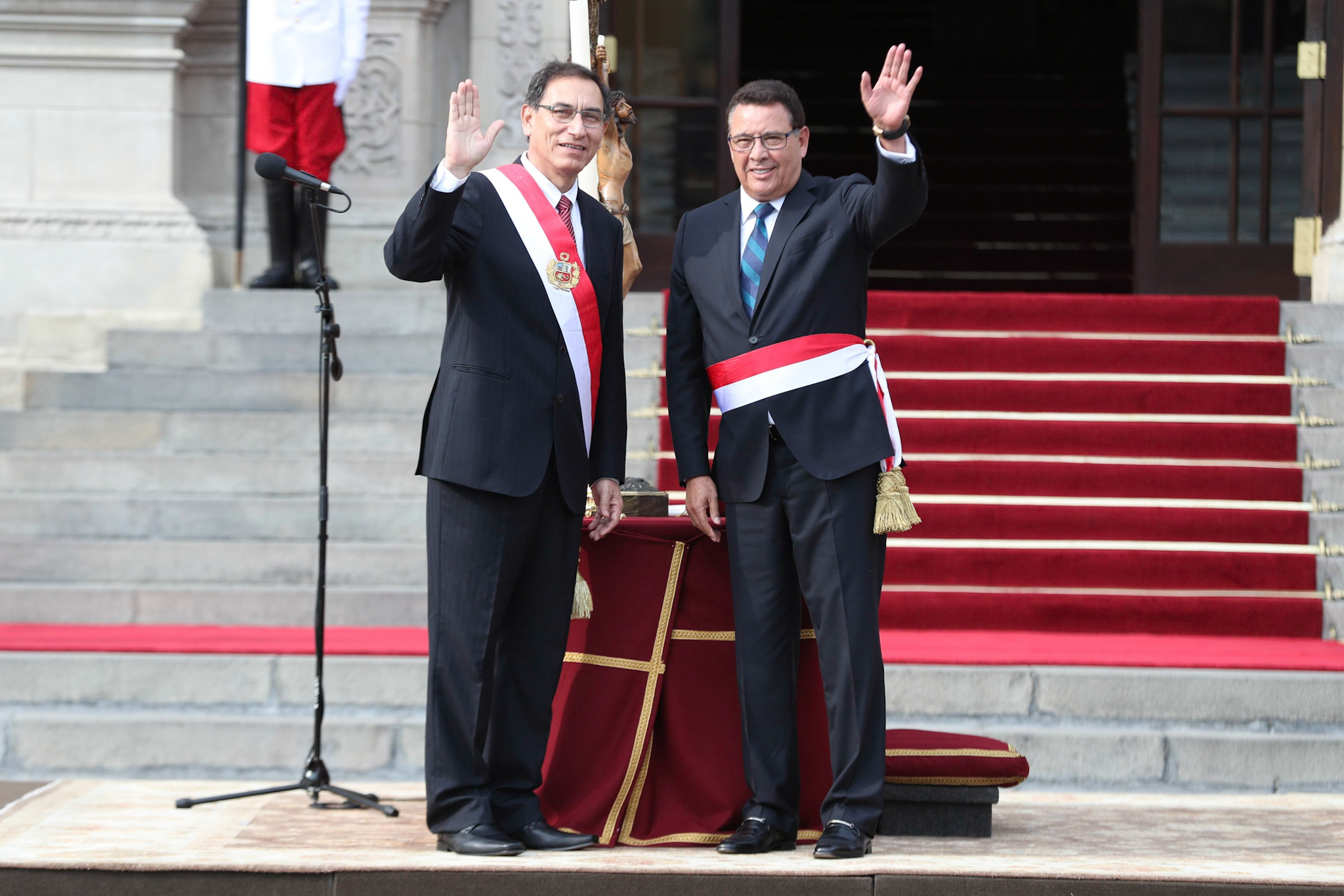
José Huerta juramentando como nuevo ministro de defensa en 2018.

El 2 de abril de 2018 juramentó como Ministro de Defensa dentro del primer gabinete del presidente Martín Vizcarra encabezado por César Villanueva.
Durante su gestión fue uno de los miembros más activos del gabinete haciendo diversas apariciones en entrevistas y actos oficiales del presidente. En inicios de noviembre de 2018, Huerta Torres respondió a las expresiones del expresidente Alan García, quien tras la orden de prisión preventiva a la lideresa de Fuerza Popular, Keiko Fujimori, por parte del Poder Judicial deslizó la posibilidad de que el Ejecutivo dé un golpe de Estado. El Ministro negó que exista una intención del gobierno de dar un golpe de Estado, consideró que dichos rumores eran totalmente irresponsables.
En enero de 2019, tras los aniegos surgidos en San Juan de Lurigancho y otros distritos de Lima, inspeccionó junto al presidente las zonas limeñas y visitar a los damnificados durante el desastre, además de recibir como tarea de su sector la remoción de tierras y limpieza.
El 19 de febrero de 2019 colaboró con la megaoperación “Mercurio”, que se realizó en La Pampa (Puerto Maldonado, Madre de Dios). Más de 1.500 policías de operaciones especiales, SUAT y 300 miembros de la Sexta Brigada de las Fuerzas Especiales del Ejército, ingresaron a fin de recuperar esta zona tomada por la minería ilegal. El ministro anunció, tres días después, la creación de una brigada de protección de la Amazonía.
A mediados de mayo de 2019, Huerta ordenó a las comandancias generales de las Fuerzas Armadas del Perú que le retiren al excongresista Edwin Donayre las condecoraciones que recibió en cuanto a su grado de Comandante luego de que el Parlamento lo desaforara para que cumpla la condena de cinco años que ordenó la Corte Suprema en su contra por el robo de gasolina en el Ejército Peruano.
El 26 de mayo de 2019 viajó junto al presidente Vizcarra a la zona afectada del Departamento de Loreto tras el terremoto de magnitud 8 ocurrido en la madrugada de esa fecha, brindando la ayuda humanitaria y apoyo suspicaz. También entre sus últimas tareas se dedicó a luchar contra la minería ilegal en el Departamento de Madre de Dios y promover el reforzamiento de puestos de vigilancia en la frontera con el Ecuador.
Días antes de su muerte, el 22 de junio, en una de sus últimas apariciones públicas, defendió la campaña “Fuerza Sin Violencia”, promovida por el Ministerio de la Mujer que había sido duramente criticada por la oposición, luego de que el alto comando del Ejército se haya colocado mandiles rosados en la sede del Pentagonito. Huerta precisó que el acto no denigraba al Ejército por tratarse de un acto que formaba parte de una campaña necesaria para erradicar la violencia contra la mujer.

## Fallecimiento

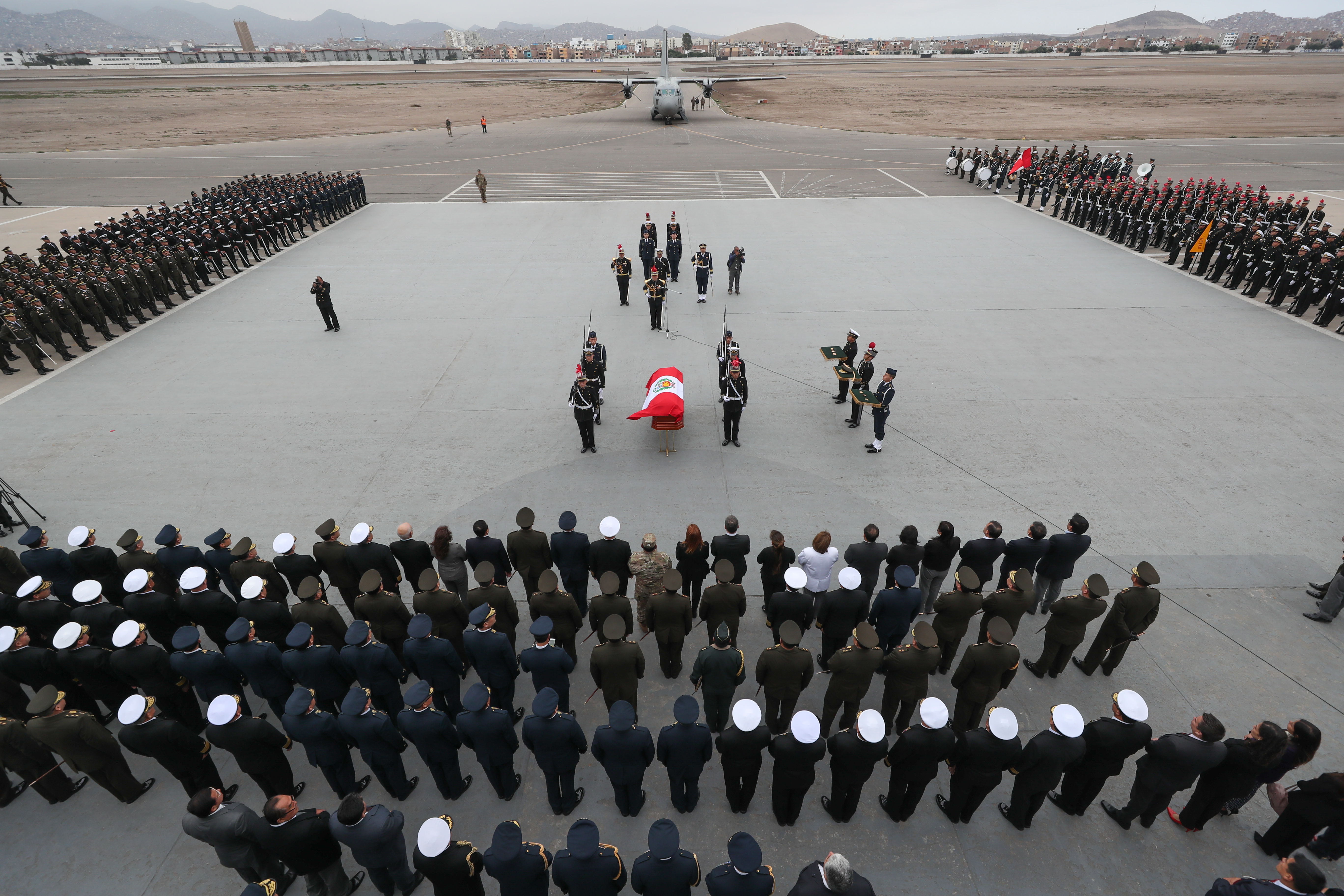
Honores fúnebres al ministro José Huerta que falleció en funciones.

El 24 de junio de 2019, a las diez de la mañana falleció en comisión de servicio mientras se dirigía al departamento de Amazonas. La causa confirmada fue un infarto. Tras su muerte se declararon dos días de duelo nacional y el izamiento del Pabellón Nacional en Lima.

### Reacciones
Diversas figuras políticas lamentaron el deceso de Huerta, entre ellos el presidente Martín Vizcarra, quien desde el Departamento de La Libertad rindió un minuto de silencio, la vicepresidenta Mercedes Aráoz, el primer ministro Salvador del Solar, el ex primer ministro César Villanueva, sus compañeros de gabinete Flor Pablo (educación), Vicente Zeballos (justicia y derechos humanos), Sylvia Cáceres (trabajo y promoción del empleo) y María Jara (transportes y comunicaciones). En el Congreso de la República, Gino Costa pidió a la Comisión Permanente un minuto de silencio tras conocer la noticia; por su parte, Daniel Salaverry, presidente del Congreso, Carlos Tubino, Juan Sheput, Richard Arce, Miguel Castro, Gilbert Violeta, Carlos Bruce y Luciana León expresaron sus condolencias a través de redes sociales. El expresidente Ollanta Humala, el presidente del Poder Judicial José Luis Lecaros y el alcalde de Lima Jorge Muñoz lamentaron también la pérdida del ministro. En el plano internacional fue el presidente de Bolivia, Evo Morales, uno de los primeros en reaccionar al fallecimiento de Huerta, así como diversos medios de comunicación extranjeros. Los exministros de Defensa Daniel Mora, Alberto Otárola, Jorge Nieto Montesinos y Roberto Chiabra calificaron como penosa, inesperada e irreparable la pérdida del ministro.

“El mayor legado que da un militar es cuando ofrece su vida, cuando defiende la integridad territorial. Creo que Pepe ha fallecido en cumplimiento de su deber, él estaba en esos momentos en un helicóptero cumpliendo con sus tareas de visitar los puestos de vigilancia de la frontera norte”.
 Roberto Chiabra
Ministro de Defensa 2003-2005

“Es una lástima esta noticia [su muerte]. Él estaba cumpliendo con su trabajo, entiendo que había ido al norte a ver el tema de las minas que son una complicación para el país. El ministro Huerta trabajó conmigo cuando yo ocupé el puesto, él era inspector del Ministerio de Defensa y lo hizo con lealtad, con esfuerzo, como ha venido haciendo su trabajo. Era una persona tranquila, con una resolución muy quieta, sin mucho aspaviento, sin mucho afán de protagonismo o figuración, pero al mismo tiempo responsable en el cumplimiento de su trabajo”.
 Jorge Nieto Montesinos
 Ministro de Defensa 2016-2018

Sus restos fueron trasladados en un avión de la Fuerza Aérea del Perú desde la base aérea Ciro Alegría (Santa María de Nieva, Amazonas), a la base aérea de Las Palmas (Surco, Lima). Llegado a Lima, el cuerpo del ministro fue velado en el Cuartel General del Ejército ubicado en el distrito de San Borja.
Finalmente al día siguiente, 25 de junio, recibió cristiana sepultura y tras finalizar los honores militares, fue enterrado en el cementerio Jardines de la Paz en el distrito de Lurín.

## Controversia
Luego de ser nombrado Ministro de Defensa, diversos medios de prensa recordaron el Vladivideo 160, grabado en 1998, en el cual se ve a Huerta asistir al cumpleaños 53 del exasesor presidencial Vladimiro Montesinos, que contó con la asistencia de alrededor de 50 personas, todos altos mandos militares.
La prensa también recordó que en los Vladivideos 1367 y 1368 se ve a Huerta Torres firmando el "acta de sujeción" al régimen fujimorista, una serie de documentos en los cuales las fuerzas armadas reconocen y respaldan los actos del gobierno, entre los cuales se encontraban el autogolpe de 1992 y las leyes de amnistía otorgadas en favor de los militares, de la misma manera garantizaban la protección del SIN.
Huerta Torres aclaró que nunca fue parte del entorno de Montesinos, sino que por el contrario fue un oficial relegado y maltratado. Afirmó que los oficiales firmaron dicho documento bajo coacción. Además, recordó que en 2003 el Poder Judicial emitió una sentencia de cuatro años de prisión contra Montesinos y los altos mandos de entonces por el delito de “violencia contra funcionarios públicos agravada” al haber coactado a los generales y almirantes a firmar el acta. Agregó en el 2006, la Corte Suprema ratificó ese fallo y aumentó la pena a seis años de cárcel. “Este episodio ha sido investigado, judicializado y sentenciado por la justicia, como corresponde a una democracia”, refirió Huerta.
En su primera comparecencia ante los medios de comunicación, el presidente del Consejo de Ministros, César Villanueva, afirmó que el gobierno respaldaba a Huerta Torres y señaló que hubo un proceso, donde el Poder Judicial no condenó al hoy Ministro de Defensa, sino que resolvió a su favor.
Huerta fue respaldado además por el expresidente del Comando Conjunto de las Fuerzas Armadas y almirante en retiro Jorge Montoya, también suscribiente del acta, quien aclaró que no se trató de ningún acto de sujeción. De la misma opinión fueron congresistas como el fujimorista Carlos Tubino y expertos en temas de Defensa como Andrés Gómez de la Torre.

## Condecoraciones
- Orden Militar de Ayacucho en el Grado de Gran Cruz - Ministerio de Defensa (2001)
- Orden al Mérito por Servicios Distinguidos en el grado de Comendador - Ministerio de Relaciones Exteriores.
- Medalla de Comendación por Servicios Meritorios - Ejército de los Estados Unidos[4]
- Medalla “José María Córdova”, otorgada por el Ejército de Colombia.
- Condecoración Cruz de las Fuerzas Terrestres - Venezuela
- Insignia “Honor al Mérito” - Ejército de Venezuela.